# Peder Pedersen Knudsen
Peder Pedersen, kaldet Per Knudsen (født 12. maj 1866 i Vorupør, død 6. maj 1954 samme sted), var fisker og redningsmand. For redningshvervet modtog han Dannebrogsordenen og Redningmændenes medalje.

## Slægt
Per Knudsen var ud af en slægt af fiskere og husmænd, som næsten alle i Vorupør. Han var svigersøn til strandfoged og redningsmand Anders Josephsen.
Det har været fremført at Per Knudsens egentlige far skulle være en af to spanske søfolk, som var strandet i Vorupør og opholdt sig byen i længere tid, mens den officielle far Peder Christian Nielsen var undveget til Spanien i seks år efter at have gjort tjeneste i krigen i 1864. Hypotesen er blevet omtalt i flere lokalhistoriske artikler. Indtil nu er ingen af detaljerne blevet verificeret, hverken eksistensen af de strandede spaniolere eller Peder Christian Nielsens fravær i seks år.
Kaldenavnet Knudsen stammer fra oldefaderen Knud Christensen Finck (f. 1733) og farfaderen Niels Knudsen Finck (1777–17. februar 1851). Pedersen er patronymet fra faderen Peder Christian Nielsen. Hvis der var mere end én beboer med samme fulde navn i byen, kunne farfaderens efternavn blive brugt som tilnavn i stedet for det officielle patronym (fadersnavn). Vorupør har haft eksempler på dette næsten helt op til vor tid.
Han er begravet på Vorupør gamle kirkegård.

## Redningsmand og andre hverv
Per Knudsen var redningsmand ved Nørre Vorupør redningsstation fra 1. oktober 1900. Ved modtagelsen af dannebrogsordenen skrev Per Knudsen i 1929 i sin levnedsbeskrivelse til ordenskapitlet:
| Citat | Min kære svigerfader var benådet med Dannebrogsmændenes Hæderstegn, hvilket han på flere måder havde gjort sig fortjent. I ægteskabet er 8 børn, 5 sønner og 3 døtre. Den 1. oktober 1900 ansattes jeg ved redningsvæsenet i Vorupør, hvori jeg endnu står, og hvor jeg i de mange år i mange meget alvorlige redningsforetagender for at redde menneskeliv ud af dødens kolde favn sammen med mine kammerater fik held til trods havet og stormens voldsomhed, sådan som dette kan optræde her på den barske Jyllands vestkyst, at redde mange mennesker, både skibbrudne, søfolk og fiskere, og dette at være genstand for et håndtryk, ledsaget af et mildt øje og et taknemmeligt hjerte i sådanne stunder er en oplevelse af de store, som man ikke så let glemmer. Endvidere skal jeg ikke undlade at meddele, at jeg dog uden for redningsvæsenets tjeneste med min lille jolle har været udsat for langt de største farer for at redde mennesker, og hvor det dog lykkedes at redde nogen. Jeg må også bemærke, at jeg selv flere gange har været i fare. Tre gange er jeg kæntret, foruden de mange tilfælder af storm og høj sø, som fiskerbefolkningen på Jyllands vestkyst er udsat for. Engang hentede redningsbåden mig, som jeg sad på kølen af min kæntrede fiskerbåd. Skulle jeg sige noget om mit arbejde i min fødeby og kommune, da vil jeg nævne min deltagelse i fiskeriforeningen, brugsforeningen, sygekassen, sognerådet. I religiøst henseende skal jeg nævne mit arbejde blandt børn i søndagsskolen i 40 år, ligesom jeg også er betroet et arbejde i menigheden, hvilket jeg gør med stor glæde og taknemmelighed." | Citat |
|       | |       |

Polarforsker Ludvig Mylius-Erichsens fortælling Strandvagt i bogen Nye Strandings-Historier (1905) bygger på mødet med Per Knudsen i 1905. Mylius-Erichsen, som var fritænker (ateist), fulgte den troende redningsmand på hans hverv som strandvagt langs stranden i mørke og hårdt vejr. Ved at møde mennesker og levevilkår på vestkysten ville Mylius-Erichsen forberede sig til Danmark-ekspeditionen til Nordøstgrønland i 1906, hvor han senere omkom.